# 黃正穆
黃正穆（韓語：황정목，1978年—），又名Dennis Hwang，是一位美籍韓裔藝術家，曾任Google塗鴉的首席設計師，現在在著名擴增實境遊戲設計公司Niantic工作。

## 生平
他出生在美國諾克斯維爾，直到大約五歲的時候，搬回南韓─他的家鄉果川市居住。在那裡，他有一個「非常平常」的童年。他花了六年的時間就讀位於家鄉的果川小學，又兩年的時間在果川文原中學學習，最終回到出生地諾克斯維爾，並於畢爾登中學畢業。

## 外部連結
- Google Doodles （页面存档备份，存于）